# Radio Silence – Der Tod hört mit
Radio Silence – Der Tod hört mit ist ein deutscher Horrorfilm aus dem Jahr 2012.

## Handlung
Doc Rock hat im Keller seines Hauses einen eigenen Radiosender, mit dem er auf Sendung geht. In einer Nacht jedoch, als er die Leute dazu aufruft, an einer Umfrage zum Serienmörder Nachtschlitzer teilzunehmen, ruft eben jener Psychopath im Studio an, so dass es alle hören können, und spricht von seiner nächsten grausamen Tat. Nun liegt es an Doc, das junge, weibliche Opfer des Killers zu retten, bevor es seinen Wunden erliegt.